# Transmitancja ściśle właściwa
Transmitancja ściśle właściwa – transmitancja operatorowa, w której stopień licznika {\displaystyle m} jest mniejszy niż stopień mianownika {\displaystyle n.}
Postać licznika transmitancji odpowiada lewej stronie równania różniczkowego – wynika z natury (modelu) obiektu i opisuje skutki; postać mianownika transmitancji odpowiada prawej stronie równania różniczkowego – zależy od sposobu sterowania obiektem i przyjęcia określonego sygnału wyjściowego oraz opisuje przyczyny. W rzeczywistym układzie może wystąpić jedynie {\displaystyle n>m.}

## Przykład
Następująca transmitancja nie jest ściśle właściwa:
{\displaystyle {\textbf {G}}(s)={\frac {{\textbf {N}}(s)}{{\textbf {D}}(s)}}={\frac {s^{4}+n_{1}s^{3}+n_{2}s^{2}+n_{3}s+n_{4}}{s^{4}+d_{1}s^{3}+d_{2}s^{2}+d_{3}s+d_{4}}},}
ponieważ
{\displaystyle \deg({\textbf {N}}(s))=4\nless \deg({\textbf {D}}(s))=4.}
Następująca transmitancja jest ściśle właściwa:
{\displaystyle {\textbf {G}}(s)={\frac {{\textbf {N}}(s)}{{\textbf {D}}(s)}}={\frac {n_{1}s^{3}+n_{2}s^{2}+n_{3}s+n_{4}}{s^{4}+d_{1}s^{3}+d_{2}s^{2}+d_{3}s+d_{4}}},}
ponieważ
{\displaystyle \deg({\textbf {N}}(s))=3<\deg({\textbf {D}}(s))=4.}